# From (SQL)
From — оператор языка запросов SQL, который позволяет описать источник набора строк для выборки данных в выражении языка управления данными DML. Оператор FROM довольно распространен и предоставляет набор строк для отображения и манипуляции данными в выражениях Select, Update, Delete и многих других.
Оператор FROM является зарезервированным словом в языке запросов SQL.
Оператор FROM используется в связке с другими операторами SQL и имеет следующий общий вид:
```
 
SQL-DML-Statement

 FROM 
table_name
 
 WHERE 
predicate
```

Оператор FROM позволяет взаимодействовать с наборами строк, таблицами, представлениями, функциями или информацией предоставляемой системой (например, информационной схемой).

## Примеры
Следующий запрос возвращает только те строки из таблицы mytable, где значения в колонке mycol больше ста
```
SELECT
 
*

FROM
   
mytable

WHERE
  
mycol
 
>
 
100

```

## Требование
Оператор FROM технически обязателен в реляционной алгебре и в большинстве случаев полезен. Тем не менее во множестве реляционных систем управления базами данных он может не требоваться для выборки одного значения или одной колонки.
```
SELECT
 
3
.
14
 
AS
 
Pi

```

Другие системы будут требовать его использование даже для выборки даты.
```
select
 
to_char
(
sysdate
,
 
'Dy DD-Mon-YYYY HH24:MI:SS'
)
 
as
 
"Current Time"

from
 
dual
;

```